# 유니드비티플러스
유니드비티플러스(Unid BTPlus Co. Ltd.)는 대한민국의 목재 가공제품 제조 기업이다. 본사는 서울특별시 중구 서소문로 50 6층(중림동, 센트럴플레이스)에 위치해 있다. 대표이사는 한상준이다. 국내 중밀도섬유판(MDF) 시장점유율이 가장 높다.

## 역사
2022년 11월 유니드의 목재 사업부에서 인적 분할돼 설립되었다

## 참고 문헌
1. ↑  최승엽, 한국IR협의회 기술분석보고서-유니드비티플러스, 2023.12.14
2. ↑  박준식, 목재 전문회사로 독립한 유니드비티플러스 'B2B·B2C 동시 강화', 와우TV, 2022-11-01
3. ↑  최용석, 유니드비티플러스, 방열소재 전문기업 ‘옥스머티리얼즈’에 60억 지분투자, 동아경제, 2024-07-15
4. ↑  양연호, 유니드비티플러스, 한상준 대표 자사주 1만주 매입, 매일경제, 2024.04.25